# Catoria viridaria
Catoria viridaria là một loài bướm đêm trong họ Geometridae.